# Troszyno (obwód kurski)
Troszyno (ros. Трошино) – wieś (ros. деревня, trb. dieriewnia) w zachodniej Rosji, w sielsowiecie prigorodnieńskim rejonu rylskiego w obwodzie kurskim.

## Geografia
Miejscowość położona jest w pobliżu rzeki Ryło (prawy dopływ Sejmu), 5 km od centrum administracyjnego sielsowietu prigorodnieńskiego (Prigorodniaja Słobodka), 4,5 km od centrum administracyjnego rejonu (Rylsk), 110 km od Kurska.

## Demografia
W 2010 r. miejscowość zamieszkiwała 1 osoba.